# Бургундия (регион)
Вижте пояснителната страница за други значения на Бургундия.
Бургундия (на френски: Bourgogne) е бивш регион в източна Франция, съществувал до 2016 г., когато е присъединен към новосъздадения регион Бургундия-Франш Конте. Център на региона е град Дижон. Историческата област Бургундия в миналото е заемала значително по-голяма територия (вижте История на Бургундия).